# +'Justments
Albums de Bill Withers
Live at Carnegie Hall
(1973) Making Music
(1975)
Singles
1. The Same Love That Made Me Laugh
Sortie : mars 1974
2. You
Sortie : juillet 1974
3. Ruby Lee / Heartbreak Road
Sortie : octobre 1974

+'Justments (prononcé « adjustments » en anglais, littéralement « ajustements ») est le troisième  album studio de l'auteur-compositeur-interprète américain de soul Bill Withers, sorti le 6 avril 1974 chez Sussex Records,.  

## Historique et accueil
C'est le dernier album de Bill Withers publié chez Sussex Records, en raison de la faillite du label en 1975. Des disputes juridiques entre Withers et Sussex ont empêché d'autres sessions d'enregistrement jusqu'à ce que Columbia Records signe le chanteur un an plus tard. Columbia rachète le catalogue de Withers et réédite ses premiers succès, mais +'Justments n'est réédité en disque compact qu'en 2010.
L'album +'Justments contient notamment la chanson The Same Love That Made Me Laugh, sortie en tant que premier single de l'album et qui atteint la 50e place du classement Billboard Hot 100 aux États-Unis et la 39e place au Canada durant le printemps de 1974. 
Le deuxième single de l'album, You, atteint la 15e place du classement soul américain. Pour le troisième single Ruby Lee, c'est sa face B, Heartbreak Road, qui est préférée par les radios. Heartbreak Road se classe à la 89e place du Billboard Hot 100 et la 13e place du classement soul.

## Description
La pochette de l'album montre Bill Withers en train d'écrire l'explication suivante du titre :

« La vie, comme la plupart des cadeaux précieux, nous donne la responsabilité de l'entretenir. Nous avons la responsabilité d'aménager nos propres espaces de manière à favoriser au mieux notre survie. Nous avons le choix de croire ou de ne pas croire en des choses comme Dieu, l'amitié, le mariage, l'amour, la luxure ou toute autre chose simple mais compliquée. Nous commettrons des erreurs de jugement et de fait. Nous aiderons certaines situations et en blesserons d'autres. Nous aiderons certaines personnes et en blesserons d'autres, et nous devrons nous en accommoder d'une manière ou d'une autre. Nous devons alors procéder à des ajustements, ou comme les vieux de chez nous les appelleraient, « +'Justments »,. »

.
Sur l'album, José Feliciano joue de la guitare sur Can We Pretend et des congas sur Railroad Man. Bill Withers a précédemment été invité en tant que musicien et compositeur sur un album de José Feliciano, Compartments sorti en 1973.

## Liste des titres
Toutes les chansons sont écrites et composées par Bill Withers, sauf indication contraire.
| 1. | You                              |                           | 5:18 |
| 2. | The Same Love That Made Me Laugh |                           | 3:23 |
| 3. | Stories                          |                           | 2:42 |
| 4. | Green Grass                      |                           | 3:08 |
| 5. | Ruby Lee                         | - Melvin Dunlap - Withers | 3:16 |

| 6.  | Heartbreak Road     |                    | 3:06 |
| 7.  | Can We Pretend      | Denise Nicholas    | 3:47 |
| 8.  | Liza                |                    | 3:02 |
| 9.  | Make a Smile for Me |                    | 3:14 |
| 10. | Railroad Man        | - Dunlap - Withers | 6:24 |

## Crédits
- Bill Withers – chant et chœurs, guitare (2, 9), piano acoustique (4), piano électrique (5, 6, 9)
- Benorce Blackmon – guitare (1)
- José Feliciano – guitare (7), congas (10)
- Ray Jackson – piano électrique (1, 2)
- John Barnes – piano acoustique (1, 3), piano électrique (4)
- John Myles – piano électrique (7, 8, 10), clavinet (10), arrangements des cordes
- Melvin Dunlap (en) – basse (1, 2, 4, 5, 6, 7, 9, 10)
- James Gadson – batterie (1, 2, 4, 5, 6, 7, 9, 10)
- Chip Steen – congas (5, 10)
- Dorothy Ashby – harpe (2, 3, 4, 7)

### Production
- Bill Withers – producteur
- Melvin Dunlap – producteur
- James Gadson – producteur
- Phil Schier – ingénieur du son
- Bobby Thomas – ingénieur du son
- Carl Overr – direction artistique
- John Van Hamersveld – conception
- Norman Seeff (en) – photographie

Studios
- Enregistré aux Record Plant Studios (Los Angeles, CA) et Dijobe Sound (Orange, CA).
- Masterisé aux Artisan Sound Recorders (Hollywood, CA).

Crédits adaptés du livret de l'album.

## Classements
| Classement (1974)          | Meilleure position |
| -------------------------- | ------------------ |
| États-Unis (Billboard 200) | 67                 |
| États-Unis (Top Soul LPs)  | 7                  |